# Nikolaus von Flüe (1763–1839)
Nikolaus von Flüe (* 9. Dezember 1763 in Sachseln; † 21. November 1839 ebenda) war ein Schweizer Offizier in französischen Diensten und Obwaldner Landeshauptmann.

## Leben

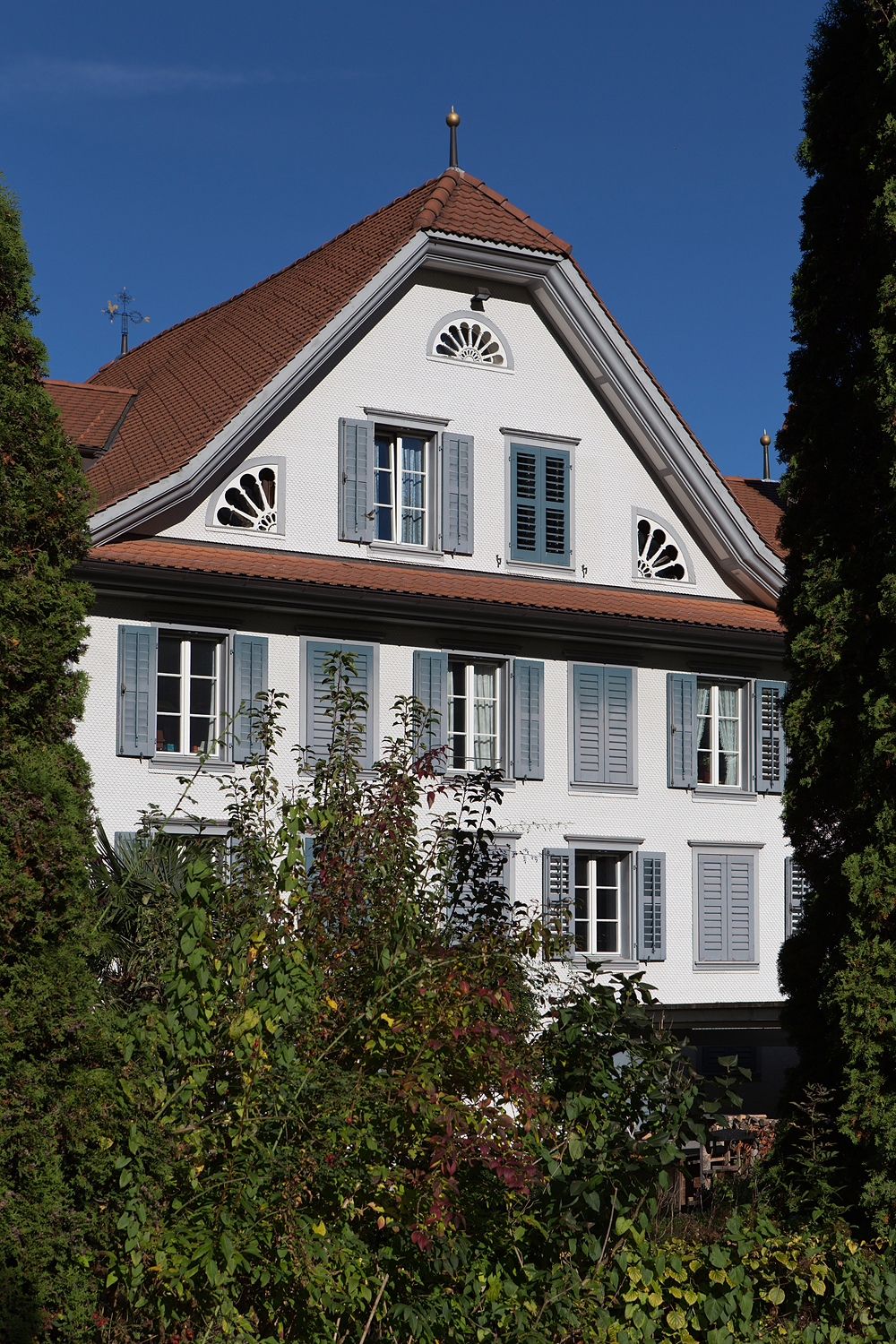
Das Landhaus Obkirchen, erbaut um 1600.

Nikolaus von Flüe wurde auf dem elterlichen Landgut Obkirchen geboren. Er war der Sohn des Landammanns und Pannerherrs Johann Nikodem von Flüe (1734–1823) und von dessen Ehefrau Marie Franziska Achermann. Sein Bruder war Joseph Ignaz von Flüe (1762–1813), einer seiner Vorfahren war Niklaus von Flüe.
Nikolaus von Flüe besuchte das Gymnasium in Sarnen und in Mailand. Anschliessend schlug er die militärische Laufbahn ein und war ab 1787 als Leutnant in der Kompanie von Flüe, Regiment Salis Samaden in Frankreich. Als 1789 die Französische Revolution ausbrach und die Bastille gestürmt wurde, befand er sich im Lager Champ de Mars in Paris. Sein Cousin Ludwig von Flüe war der kommandierende Offizier der Schweizergarde bei der Verteidigung der Bastille.
Als 1792 die Schweizer Regimenter von Frankreich verabschiedet wurden, kehrte er nach Hause zurück und wurde 1799 Hauptmann in der, laut Bundesvertrag, an Frankreich überlassenen 6. Helvetischen Halbbrigade, in der er unter General André Masséna beim Limmatübergang der Franzosen 1799 bei Dietikon gegen die Russen kämpfte.
1800 kam er als Grenadierhauptmann in das 2. Linienbataillon der helvetischen Truppen, wollte sich aber 1802, nach dem Rückzug der Franzosen aus der Schweiz, beim Aufstand der Unterwaldner gegen die helvetische Regierung seiner Landsleute beteiligen und wurde deshalb zum Stadtkommandanten von Luzern ernannt.
Nach der Auflösung der helvetischen Regierung kam er 1803 erneut als Hauptmann in die 3. Halbbrigade, aus dem später das 1. Schweizer Regiment in französischen Diensten wurde. In seinem weiteren bewegten militärischen Leben verschlug es ihn in die Lombardei, er überstieg die Pässe Mont-Cénis, St. Bernhard, Simplon und St. Gotthard, er segelte nach Korsika, Elba, Procida, Ischia, Capri und in den Golf von Neapel, hierbei war er an zahlreichen Gefechten mit Engländern und Sizilianern beteiligt.
1810 wurde er zum Bataillonskommandanten ernannt und erhielt 1811, aufgrund persönlicher Tapferkeit und guter Führung seines Bataillons, vom König Joachim Murat das Ordenskreuz pro renovata patria und kehrte als Oberstleutnant von Reggio über Neapel, Rom und Mailand nach Hause zurück.
1813 trat er mit einer Pension in den Ruhestand und wurde 1815 zum Landeshauptmann des Kantons Obwalden ernannt; aufgrund seiner Erfahrung blieb er während der Zeit der Regeneration neutral und diente keiner Partei, sondern der Schweiz. Nach seinem Tod wurde sein Cousin Nikolaus von Flüe sein Nachfolger als Landeshauptmann.
1815 heiratete er Kunigunde, geborene Hermann.

## Auszeichnungen
- Er erhielt 1811 das Ordenskreuz pro renovata patria («das erneuerte Vaterland»).
- Am 2. Juli 1817 erhielt er von Ludwig XVIII. den Ordre royal et militaire de Saint-Louis.